# 诺宰 (奥布省)
诺宰（法語：Nozay，法語發音：[nɔzɛ] ⓘ）是法国奥布省的一个市镇，属于特鲁瓦区。

## 地理
诺宰（48°30'31"N, 4°5'44"E）面积15.75 平方千米，位于法国大東部大區奥布省，该省份为法国中北部省份，北起马恩省，西接塞纳-马恩省，西南至约讷省，东南至科多尔省，东临上马恩省。
与诺宰接壤的市镇（或旧市镇、城区）包括：奥布河畔阿尔西、莱格朗德沙佩勒、普昂莱瓦莱、普雷米耶尔费、圣艾蒂安-苏巴尔比斯、奥布河畔维莱特。

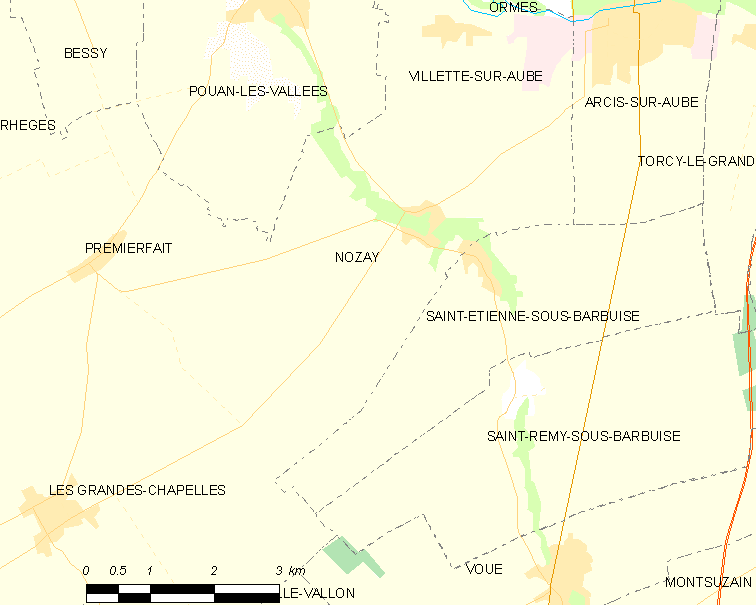
的OSM定位图

诺宰的时区为UTC+01:00、UTC+02:00（夏令时）。

## 行政
诺宰的邮政编码为10700，INSEE市镇编码为10269。

## 政治
诺宰所属的省级选区为奥布河畔阿尔西县。

## 人口

1962-2008年间人口变化图示

诺宰于2022年1月1日时的人口数量为156人。